# 夸特法爾斯峰

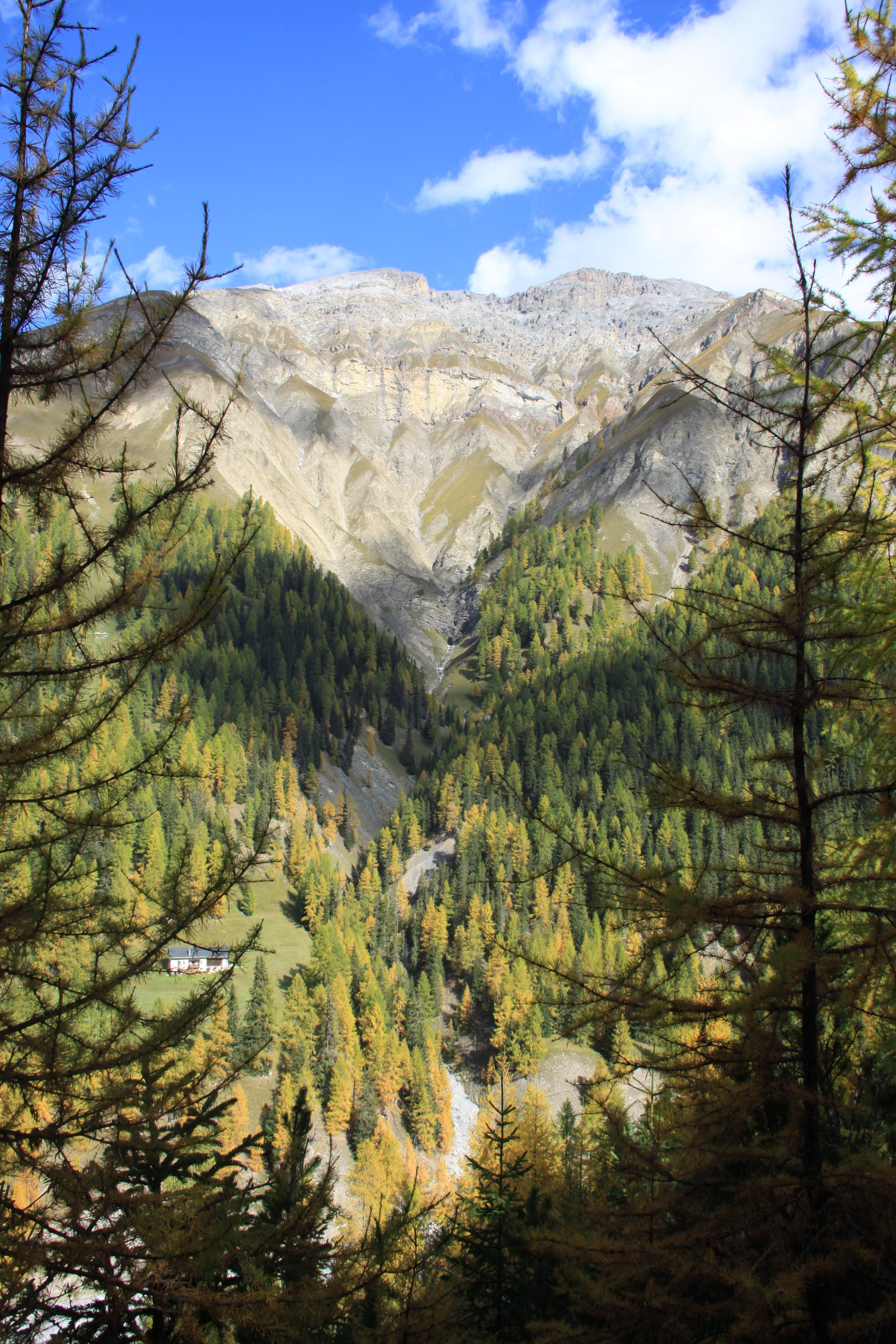

46°37′37.8″N 10°5′41.7″E / 46.627167°N 10.094917°E
夸特法爾斯峰（義大利語：Piz Quattervals），是歐洲的山峰，位於意大利和瑞士接壤的邊境，屬於利維尼奧阿爾卑斯山脈的一部分，海拔高度3,165米，每年平均降雨量1,367毫米。